# دنی والاس
دنی والاس (به انگلیسی: Danny Wallace) بازیکن فوتبال زادهٔ ۲۱ ژانویه ۱۹۶۴ اهل انگلستان بود که سابقهٔ بازی در تیم ملی فوتبال انگلستان را در کارنامهٔ خود دارد. وی در تاریخ ۲۹ ژانویه ۱۹۸۶ تنها بازی ملی خود را در مقابل تیم ملی فوتبال مصر انجام داد.
این بازیکن توانسته در این بازی ملی، ۱ گل به ثمر برساند.